# Leesburg (Ohio)
Pour les articles homonymes, voir Leesburg.
Leesburg est un village américain situé dans le comté de Highland, dans l'Ohio. Selon le recensement de 2010, sa population est de 1 314 habitants.